# Nezávislý politik
Nezávislý nebo nezařazený je politik, který není přidružen k žádné politické straně, klubu nebo frakci.
Bezpartijní je jednoslovné označení pro politika bez politické příslušnosti (zkratka bezpp či BEZPP) tedy takového, který není členem žádné (registrované) politické strany či hnutí.
Někteří politici mají politické názory, které se neshodují s platformami žádné politické strany, a proto se k nim rozhodnou nepřidružit. Někteří nezávislí politici mohou být spojeni se stranou, třeba jako její bývalí členové, nebo mohou mít názory, které se s ní ztotožňují, ale rozhodli se nestát jejím jménem nebo tak nemohou učinit, protože dotyčná strana vybrala jiného kandidáta. Jiní mohou patřit k politické straně nebo ji podporovat na národní úrovni, ale domnívají se, že by ji neměli formálně zastupovat (a tedy podléhat jejím politikám) na jiné úrovni. V některých případech může být politik členem neregistrované strany, a tedy oficiálně uznán jako nezávislý.
Nezávislí se někdy rozhodnou vytvořit stranu, alianci nebo technickou skupinu s jinými nezávislými osobami a mohou tuto organizaci formálně zaregistrovat. I tam, kde je použito slovo „nezávislý“, mohou mít taková aliance mnoho společného s politickou stranou, zejména pokud existuje organizace, která potřebuje schvalovat „nezávislé“ kandidáty.

## Nezávislá politika v Česku
Jako úřednická vláda se označuje vláda, která není založená primárně na rozdělení moci mezi relevantními politickými silami, ale zasedají v ní spíš nestraničtí odborníci na příslušné rezorty.
Jan Lipavský původně dosazený do vlády Petra Fialy Pirátskou stranou ve vládě setrval i po odchodu Pirátů z vlády, vystoupit ze strany a současně do žádné z vládních stran nevstoupil, šlo jej tedy považovat za nezávislého ministra.
Jako politické strany nebo hnutí sdružující nezávislé politiky v Česku vznikli například Klub angažovaných nestraníků, Nezávislí, Nestraníci, nebo Nezávislí starostové pro kraj (dnes Starostové a nezávislí).

#### Kluby nezávislých
V historii Českého senátu vzniklo několik senátních klubů, které sdružovaly zejména, nebo z velké částí nezávislé politiky.
- Klub KDU-ČSL a nezávislý dlouhodobě sdružuje i několik senátorů bez politické příslušnosti (často však zvolených na kandidátce či za podpory KDU-ČSL). Nejvyšší podíl byl v 9. funkčním (2012 až 2014) období, kdy nesl název "Klub pro obnovu demokracie - KDU-ČSL a nezávislí".
- Senátorský klub "Nezávislí" vznikl ve volebním období 2002 až 2004 s 5 členy, v následujícím období transformován na Senátorský klub SNK (5 až 7 členů). Po volbách 2008 klub zanikl, 2 za 3 zbývajících členů přestoupili do Klubu otevřené demokracie.
- Klub otevřené demokracie měl v roce 2003 16 členů; v roce 2008 působil již jen s 6 členy a následně se přejmenoval na Klub TOP 09 a Starostové.
- Senátorský klub "Nezařazení"

### Nezávislí kandidáti v Česku
Jako nezávislí kandidáti jsou v obecních, senátních nebo prezidentských volbách označováni ti kandidáti, které nenavrhla politická strana či koalice, ale kandidují na základě petice občanů (oprávněných voličů).

#### Obecní zastupitelstva
Do obecních zastupitelstev bylo v řádných volbách v roce 2022 47 732 zastupitelů zvoleno jako nezávislí kandidáti.
Potřebné počty podpisů na peticích podle § 21 odst. 4 zákona 491/2001 Sb.
(pro sdružení nezávislých kandidátů je limit 7 %)
| Obec, .. volební obvod     | Počet podpisů pro nezávislé kandidáty |
| -------------------------- | ------------------------------------- |
| do 500 obyvatel            | 5 %                                   |
| 500 až 3000 obyvatel       | 4 %, nejméně 25                       |
| 3000 až 10 000 obyvatel    | 3 %, nejméně 120                      |
| 10 000 až 50 000 obyvatel  | 2 %, nejméně 600                      |
| 50 000 až 150 000 obyvatel | 1 %, nejméně 1000                     |
| nad 150 000 obyvatel       | 0,5 %, nejméně 1500                   |

Pokud sdružení nezávislých kandidátů vytvoří volební koalici společně s politickou stranou, podpisy dokládat nemusí.

##### V Senátu
Navrhnout nezávislého kandidáta do senátních voleb mohou občané peticí s alespoň 1 000 podpisů.
Ve volbách do senátu 2018 byly zvoleni 3 nezávislí senátoři:
- Ladislav Faktor (klub ODS a TOP 09)
- Pavel Fischer (nezařazený)
- Jitka Chalánková (klub ODS a TOP 09)

Ve volbách do Senátu PČR v roce 2022 byla nezávislý zvolena Daniela Kovářová (nezařazená).
Ve volbách do Senátu PČR v roce 2024 byl jako nezávislý zvolen Stanislav Balík (klub ODS a TOP 09).

##### Prezident
Od zavedení přímé volby (2013) část kandidátů na úřad prezidenta republiky kandiduje na základě petice alespoň 50 000 občanů, a lze je tedy označit jako nezávislé kandidáty. Všichni dosud přímo zvolení prezidenti kandidovali takto; v obou volbách prezident Miloš Zeman i současný prezident Petr Pavel.